# Auckland Open 2024 – Dublu feminin
Auckland Open 2024 – Dublu feminin a avut loc în prima jumătate a lunii ianuarie 2023. Șaisprezece perechi de jucătoare s-au înscris în competiția de dublu  a turneului de tenis de la Auckland disputat pe o suprafață dură. Miyu Kato și Aldila Sutjiadi au fost campioanele en-titre, dar au ales să participe la Brisbane International 2024.
Anna Danilina și Viktória Hrunčáková au câștigat titlul la dublu feminin la Auckland Open 2024, după ce au învins în finală perechea ceho-americană Marie Bouzková și Bethanie Mattek-Sands.

## Capi de serie
1. Marie Bouzková /  Bethanie Mattek-Sands (finală)
2. Anna Danilina /  Viktória Hrunčáková (campioane)
3. Bibiane Schoofs /  Kimberley Zimmermann (sferturi de finală)
4. Jessika Ponchet /  Anna Sisková (semifinale)

## Tabloul principal

#### Explicația simbolurilor
- Q = calificare
- WC = Wild card
- LL = Lucky loser
- Alt = înlocuitor
- SE = scutire specială
- PR = clasament protejat
- ITF = calificat prin clasament ITF
- JE = junior scutit
- w/o = victorie fără opoziție
- r = retras
- d = descalificat

|  | Runda unu | Runda unu                    | Runda unu | Runda unu | Runda unu |  |  | Sferturi de finală | Sferturi de finală        | Sferturi de finală | Sferturi de finală      | Sferturi de finală |    |      | Semifinale | Semifinale                | Semifinale | Semifinale              | Semifinale |    |      | Finală | Finală | Finală | Finală | Finală |  |
|  |           |                              |           |           |           |  |  |                    |                           |                    |                         |                    |    |      |            |                           |            |                         |            |    |      |        |        |        |        |        |  |
|  |           |                              |           |           |           |  |  | 1                  | M Bouzková B Mattek-Sands | 6                  | 6                       |                    |    |      |            |                           |            |                         |            |    |      |        |        |        |        |        |  |
|  |           | B Fruhvirtová L Fruhvirtová  | 3         | 65        |           |  |  |                    | P Hourigan E Routliffe    | 4                  | 2                       |                    |    |      |            |                           |            |                         |            |    |      |        |        |        |        |        |  |
|  |           | P Hourigan E Routliffe       | 6         | 7         |           |  |  |                    |                           |                    |                         |                    |    |      | 1          | M Bouzková B Mattek-Sands | 6          | 7                       |            |    |      |        |        |        |        |        |  |
|  | 3         | B Schoofs K Zimmermann       | 6         | 7         |           |  |  |                    |                           |                    | M Kessler S Lamens      | 3                  | 65 |      |            |                           |            |                         |            |    |      |        |        |        |        |        |  |
|  |           | S Murray Sharan S Santamaria | 1         | 63        |           |  |  | 3                  | B Schoofs K Zimmermann    | 3                  | 5                       |                    |    |      |            |                           |            |                         |            |    |      |        |        |        |        |        |  |
|  |           | M Kessler S Lamens           | 6         | 6         |           |  |  |                    | M Kessler S Lamens        | 6                  | 7                       |                    |    |      |            |                           |            |                         |            |    |      |        |        |        |        |        |  |
|  |           | C Monnet A Osborne           | 3         | 2         |           |  |  |                    |                           |                    |                         |                    |    |      | 1          | M Bouzková B Mattek-Sands | 3          | 7                       | [8]        |    |      |        |        |        |        |        |  |
|  | WC        | M Barry E Tse                | 3         | 2         |           |  |  |                    |                           |                    |                         |                    |    |      |            |                           | 2          | A Danilina V Hrunčáková | 6          | 65 | [10] |        |        |        |        |        |  |
|  |           | J Otway L Sun                | 6         | 6         |           |  |  |                    | J Otway L Sun             | 5                  | 3                       |                    |    |      |            |                           |            |                         |            |    |      |        |        |        |        |        |  |
|  |           | D Aiava O Tjandramulia       | 4         | 62        |           |  |  | 4                  | J Ponchet A Sisková       | 7                  | 6                       |                    |    |      |            |                           |            |                         |            |    |      |        |        |        |        |        |  |
|  | 4         | J Ponchet A Sisková          | 6         | 7         |           |  |  |                    |                           |                    |                         |                    |    |      | 4          | J Ponchet A Sisková       | 62         | 6                       | [7]        |    |      |        |        |        |        |        |  |
|  |           | Xiy Wang Y Yuan              | 6         | 6         |           |  |  |                    |                           | 2                  | A Danilina V Hrunčáková | 7                  | 4  | [10] |            |                           |            |                         |            |    |      |        |        |        |        |        |  |
|  |           | A Blinkova V Gracheva        | 3         | 1         |           |  |  |                    | Xiy Wang Y Yuan           | 4                  | 6                       |                    |    |      |            |                           |            |                         |            |    |      |        |        |        |        |        |  |
|  |           | E Bolton A Bozovic           | 3         | 1         |           |  |  | 2                  | A Danilina V Hrunčáková   | 6                  | 78                      |                    |    |      |            |                           |            |                         |            |    |      |        |        |        |        |        |  |
|  | 2         | A Danilina V Hrunčáková      | 6         | 6         |           |  |  |                    |                           |                    |                         |                    |    |      |            |                           |            |                         |            |    |      |        |        |        |        |        |  |